# Pouteria ericoides
Pouteria ericoides är en tvåhjärtbladig växtart som beskrevs av Terence Dale Pennington. Pouteria ericoides ingår i släktet Pouteria och familjen Sapotaceae. Inga underarter finns listade i Catalogue of Life.